# Chloropediaceae
Famille
Les Chloropediaceae sont une famille d'algues de l'embranchement des Ochrophyta  de la classe des Xanthophyceae et de l’ordre des  Mischococcales.

## Étymologie
Le nom vient du genre type Chloropedia, composé de chloro-, vert, et du grec πηδόν / pedon, « pied ; gouvernail ».

## Liste des genres
Selon AlgaeBase (31 mars 2022) :
- Chloropedia Pascher, 1930  genre type